# 長性寺 (足立区)
長性寺（ちょうしょうじ）は、東京都足立区にある新義真言宗の寺院。

## 歴史
1624年（寛永元年）、岡村紀宿元春の開基である。岡村紀宿元春は当地の名主であった。墓地には岡村家歴代の墓や歴代住職の墓がある。
現在の本堂は、1924年（大正13年）に建てられたものである。また境内には地蔵堂があり、延命地蔵尊が安置されている。

## 交通アクセス
- 綾瀬駅より徒歩13分（経路案内）。